# Tirà menut ventreblanc
El tirà menut ventreblanc (Myiornis albiventris) és un ocell de la família dels tirànids (Tyrannidae).

## Hàbitat i distribució
Habita boscos i clars del Perú central i centre de Bolívia.